# تپه امامزاده کاظم (۲)
تپه امامزاده کاظم (۲) مربوط به سده‌های اولیه دوران‌های تاریخی پس از اسلام است و در شهرستان بوئین‌زهرا، بخش آوج، روستای دشتک واقع شده و این اثر در تاریخ ۲۵ اسفند ۱۳۸۰ با شمارهٔ ثبت ۵۰۱۰ به‌عنوان یکی از آثار ملی ایران به ثبت رسیده است.